# Soho House

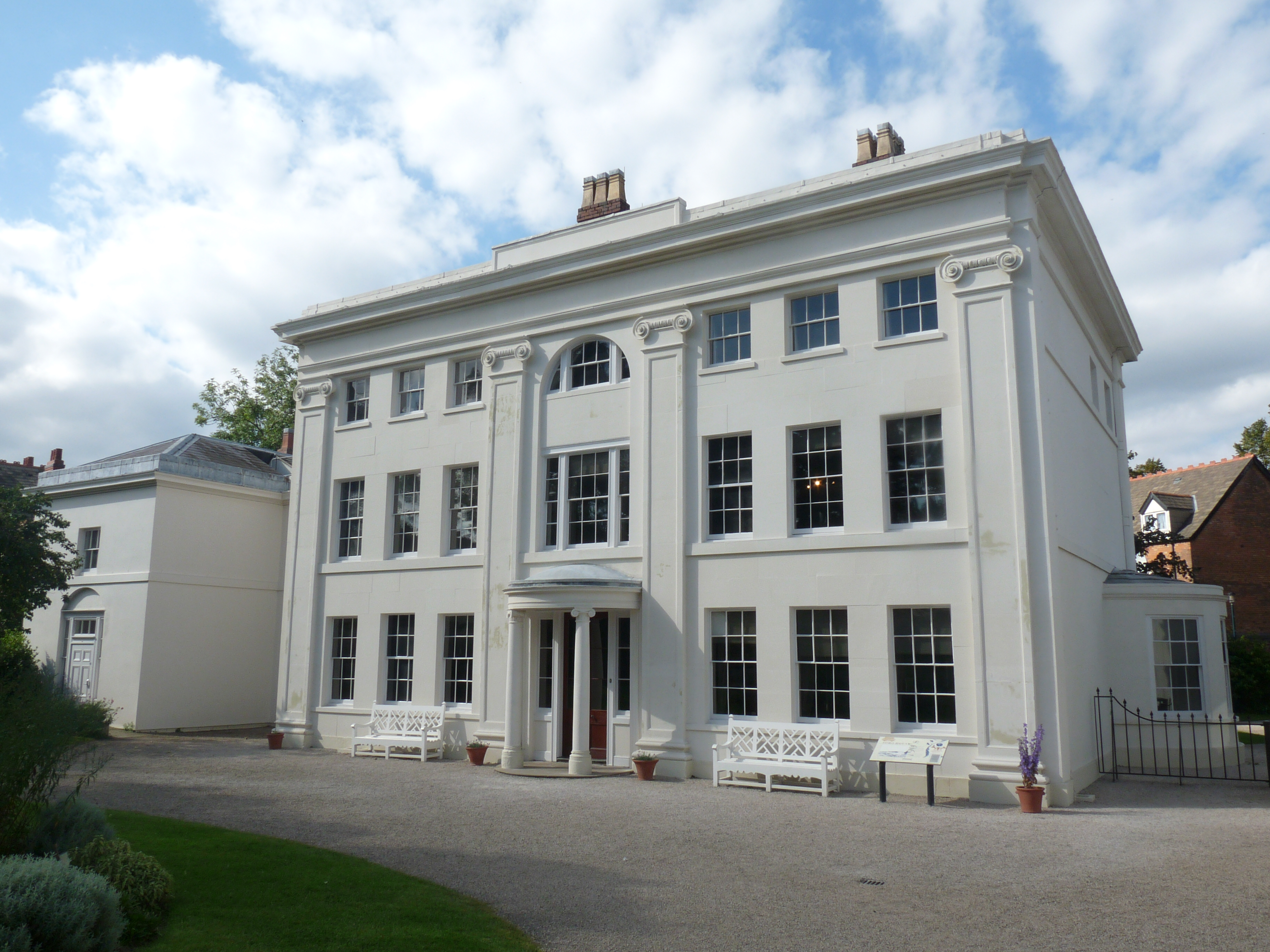
Soho House van de voorkant

Soho House was van 1766 tot aan zijn dood in 1809 het huis en het van Matthew Boulton. Het huis ligt in Handsworth, Birmingham in Engeland. Sinds 1995 is het gebouw een museum dat gewijd is aan het leven van Matthew Boulton, zijn samenwerking met James Watt en zijn lidmaatschap van de Lunar Society van Birmingham. Het gebouw werd ontworpen door Samuel Wyatt. De bouw begon in 1789. De uitbreiding van het gebouw werd in 1796 voltooid. Na de indiening van een ontwerp door James Wyatt, Samuels broer, werd het gebouw in 1796 aan de voorkant van het gebouw met een hoofdingang uitgebreid. Soho House is een Grade II* monument.